# イラクリ・ラバーゼ
イラクリ・ラバーゼ（Irakli Labadze、グルジア語: ირაკლი ლაბაძე、1981年6月9日 - ）は、ジョージア・トビリシ出身の男子プロテニス選手。ジョージア国籍の選手として初めてATPランキングトップ100位に到達した選手である。ツアー優勝の経験はないが、ダブルスで3度の準優勝がある。自己最高位はシングルス42位、ダブルス100位。身長188cm、体重85kg。左利き、バックハンド・ストロークは両手打ち。

## 来歴
ラバーゼはサッカー選手であった父の指導の下、6歳からテニスを始めた。1998年ウィンブルドン選手権ジュニア男子シングルスで、ロジャー・フェデラーに敗れて準優勝になったことがある。同年にプロ入り。下部大会でしばらく下積み生活を送った後、2001年頃からランクも上昇し、ツアー大会にも出場できるようになる。9月の上海オープン1回戦で、当時ランキング2位のアンドレ・アガシをストレートで下す番狂わせを演じた。この年はダブルスでツアー2大会で準優勝を遂げ、シングルスより一足先にトップ100に食い込んでいる。
ラバーゼは2004年にランキングの更なる飛躍をみせた。年初のネクストジェネレーション・アデレード国際からシングルス5連敗という不調の中出場した3月のインディアンウェルズ・マスターズにおいて同年シングルス初勝利を挙げ、続く2回戦では当時世界ランク7位のカルロス・モヤを下し勢いに乗ったラバーゼはティム・ヘンマンとの準決勝まで進出する。また4月のエストリル・オープンにおいても準決勝に進出。上記の活躍から同年6月にはシングルスランキングを自己最高位の42位まで上昇させた。
2005年以降はトップ100から転落しているものの、ラッキールーザーとして出場した2006年ウィンブルドン選手権で久々の好成績を出した。この大会ではシングルスでラファエル・ナダルとの4回戦まで進み、ダブルスでも3回戦に進出した。これは単複ともに彼の4大大会自己最高成績である。
ラバーゼは2011年8月のサマルカンド・チャレンジャーのダブルスに出場したのを最後に公式戦から遠ざかっている。
ソビエト連邦の解体によるジョージアの独立以降、WTAツアーで単複10勝を挙げ、バルセロナ五輪でEUN選手団として出場し、ダブルス銅メダルを獲得したレイラ・メスヒや若手のアンナ・タチシビリが台頭しているが、国際的な活躍を果たした男子選手はラバーゼとラバーゼ以来のトップ100入りを果たしたニコロズ・バシラシビリのみである。

## ATPツアー決勝進出結果

### ダブルス: 3回 (0勝3敗)
| 結果   | No. | 決勝日         | 大会                 | サーフェス        | パートナー                 | 対戦相手                                      | スコア         |
| ------ | --- | -------------- | -------------------- | ----------------- | -------------------------- | --------------------------------------------- | -------------- |
| 準優勝 | 1.  | 2001年7月23日  | ソポト               | クレー            | アッティラ・シャーヴォルト | ポール・ハンリー ネイサン・ヒーリー           | 6–7(8-10), 2–6 |
| 準優勝 | 2.  | 2001年10月22日 | サンクトペテルブルク | カーペット (室内) | マラト・サフィン           | デニス・ゴロバノフ エフゲニー・カフェルニコフ | 5–7, 4–6       |
| 準優勝 | 3.  | 2002年10月21日 | サンクトペテルブルク | カーペット (室内) | マラト・サフィン           | デビッド・アダムズ ジャレッド・パーマー       | 6–7(8-10), 3–6 |

## 4大大会シングルス成績
略語の説明
| W | F | SF | QF | #R | RR | Q# | LQ | A | Z# | PO | G | S | B | NMS | P | NH |

W=優勝, F=準優勝, SF=ベスト4, QF=ベスト8, #R=#回戦敗退, RR=ラウンドロビン敗退, Q#=予選#回戦敗退, LQ=予選敗退, A=大会不参加, Z#=デビスカップ/BJKカップ地域ゾーン, PO=デビスカップ/BJKカッププレーオフ, G=オリンピック金メダル, S=オリンピック銀メダル, B=オリンピック銅メダル, NMS=マスターズシリーズから降格, P=開催延期, NH=開催なし.
| 大会           | 1999 | 2000 | 2001 | 2002 | 2003 | 2004 | 2005 | 2006 | 2007 | 2008 | 通算成績 |
| -------------- | ---- | ---- | ---- | ---- | ---- | ---- | ---- | ---- | ---- | ---- | -------- |
| 全豪オープン   | A    | A    | LQ   | 1R   | 1R   | 1R   | 1R   | A    | A    | A    | 0-4      |
| 全仏オープン   | A    | A    | LQ   | 2R   | 1R   | 2R   | LQ   | LQ   | A    | A    | 2-3      |
| ウィンブルドン | LQ   | LQ   | LQ   | 2R   | 1R   | 2R   | LQ   | 4R   | A    | LQ   | 5-4      |
| 全米オープン   | A    | LQ   | A    | 1R   | A    | 1R   | A    | A    | A    | A    | 0-2      |